# زمین‌لرزه ۱۳۹۰ هندوکش
زمین‌لرزه هندوکش  در تاریخ ۷ نوامبر ۲۰۱۱ میلادی، برابر با ‎۱۶ آبان ۱۳۹۰، ساعت ۱۱:۵۹:۳۲٫۰ به زمان یوتی‌سی در افغانستان ، منطقه بدخشان رخ داد.ژرفای این زلزله ۲۱۹٫۰ کیلومتر بود. بزرگی آن ۵٫۵ در مقیاس Mw بدست آمده‌است.
زمین‌لرزه هیچ کشته‌ای نداشته است.
پروژهٔ جهانی تنسور گشتاور مرکزوار پارامتر زمان مرکزوار زمین‌لرزه را با اختلاف ۱٫۴ ثانیه نسبت به زمان رخداد اشاره شده در بالا و مختصات مرکزوار را در ۳۶°۳۸′شمالی ۷۱°۰۲′شرقی / ۳۶٫۶۳°شمالی ۷۱٫۰۳°شرقی محاسبه کرد و همچنین، ژرفا در ۲۱۶٫۸ کیلومتر بدست آمده‌است. در این محاسبات زاویه‌های (راستا، شیب، ریک) گسل سازندهٔ زمین‌لرزه و صفحه عمود بر آن برابر با (°۱۶۵، °۳۵، ° ۸۹) یا (°۳۴۷، °۵۵، ° ۹۱) حاصل شده‌است.